# يوهانس كونراد
يوهانس كونراد (بالألمانية: Johannes Conrad )‏ (و. 1839 – 1915 م) هو اقتصادي، وأستاذ جامعي ألماني، ولد في بروسيا الغربية، وكان عضوًا في الأكاديمية الروسية للعلوم، توفي في هاله، عن عمر يناهز 76 عاماً.

## التعليم
تعلم في جامعة ينا.